# Fusió de confinament inercial

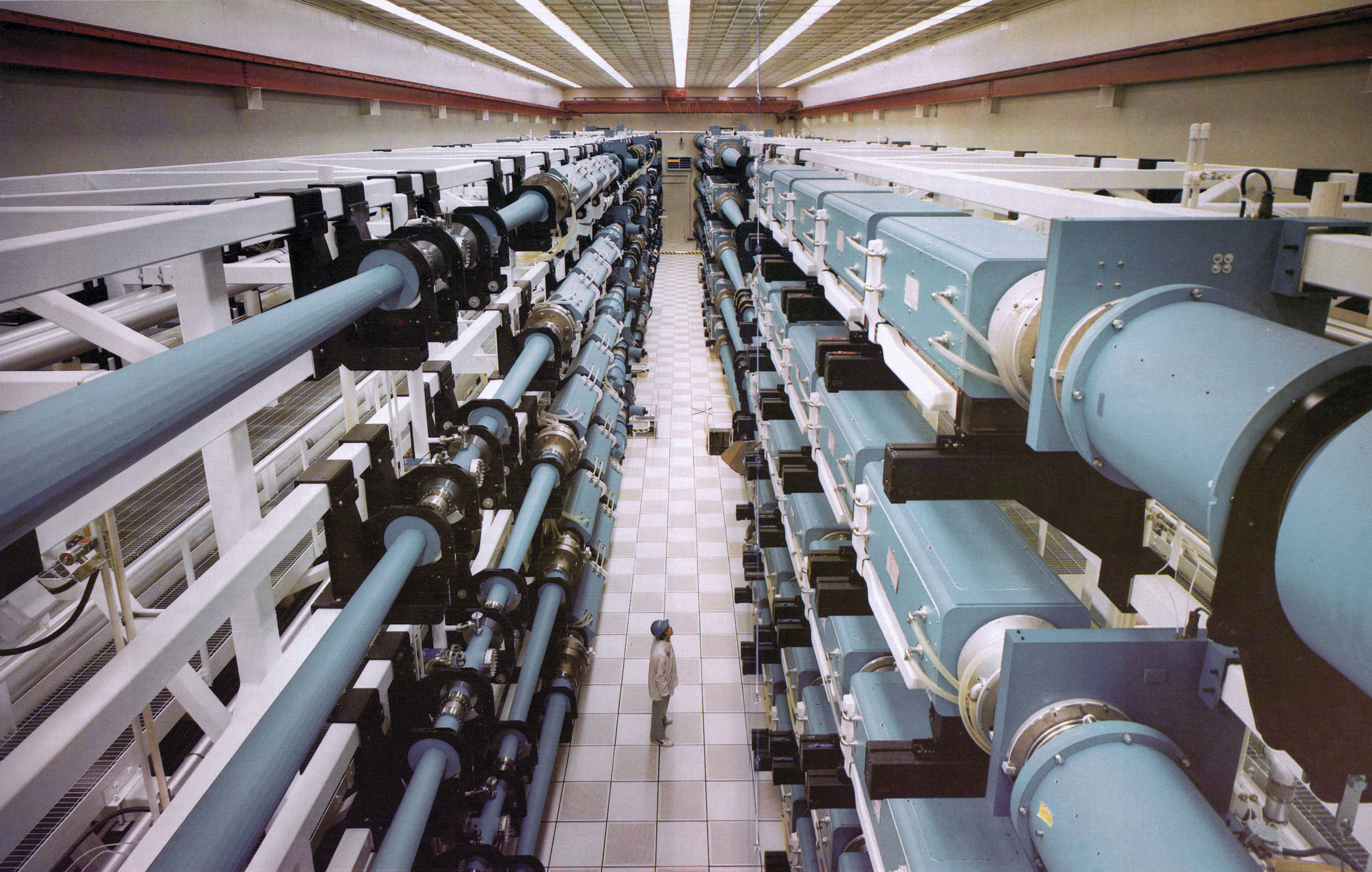
La fusió de confinament inercial mitjançant làsers va progressar ràpidament a finals dels anys setanta i principis dels vuitanta, passant de poder lliurar només uns pocs joules d'energia làser (per pols) a poder lliurar desenes de quilojoules a un objectiu. En aquest punt, es necessitaven dispositius científics molt grans per a l'experimentació. Aquí, una vista del làser LLNL Nova de 10 feixs, mostrat poc després de la finalització del làser el 1984. Al voltant de l'època de la construcció del seu predecessor, el làser Shiva, la fusió làser havia entrat en el regne de la " gran ciència ".

La fusió de confinament inercial (amb acrònim anglès ICF) és un procés d'energia de fusió que inicia reaccions de fusió nuclear comprimint i escalfant objectius plens de combustible termonuclear. A les màquines modernes, els objectius són petits pellets esfèrics de la mida d'un cap d'agulla que contenen normalment una barreja d'uns 10 mil·ligrams de deuteri 2H i triti 3H.
L'ICF és una de les dues branques principals de la investigació de l'energia de fusió, l'altra és la fusió de confinament magnètic. Quan es va proposar públicament per primera vegada a principis de la dècada de 1970, l'ICF semblava ser un enfocament pràctic de la producció d'energia i el camp va florir. Els experiments durant els anys 70 i 80 van demostrar que l'eficiència d'aquests dispositius era molt inferior a l'esperada, i arribar a l'encesa no seria fàcil. Al llarg dels anys 80 i 90, es van dur a terme molts experiments per entendre la complexa interacció de la llum làser d'alta intensitat i el plasma. Aquests van portar al disseny de màquines més noves, molt més grans, que finalment arribarien a les energies d'ignició.

Esquema de les etapes de la fusió de confinament inercial mitjançant làsers. Les fletxes blaves representen la radiació; la taronja expansió; El groc és energia tèrmica transportada cap a l'interior. 1- Els raigs làser o els raigs X produïts per làser escalfen ràpidament la superfície de l'objectiu de fusió, formant un embolcall de plasma circumdant. 2- El combustible es comprimeix per l'expulsió semblant a un coet del material de la superfície calenta. 3- Durant la part final de la implosió de la càpsula, el nucli de combustible arriba a 20 vegades la densitat del plom i s'encén a 100.000.000 ˚C. 4- La crema termonuclear s'estén ràpidament a través del combustible comprimit, produint moltes vegades l'energia d'entrada.

L'experiment d'ICF operatiu més gran és el National Ignition Facility (NIF) als EUA. El 2021, un "tret" de prova va assolir el 70% de l'energia que s'hi posava, superant lleugerament els millors resultats per a les màquines magnètiques establertes als anys noranta. El 13 de desembre de 2022, la National Ignition Facility va anunciar que va aconseguir l'encesa per fusió per primera vegada, lliurant 2,05 megajoules (MJ) d'energia a l'objectiu, donant lloc a 3,15 MJ d'energia de fusió.
Les reaccions de fusió uneixen àtoms més petits per formar-ne de més grans. Això passa quan dos àtoms (o ions, àtoms despullats dels seus electrons) s'acosten prou perquè la força nuclear els uneixi. Els nuclis atòmics estan carregats positivament i, per tant, es repel·len mútuament a causa de la força electroestàtica. Superar aquesta repulsió per apropar prou els nuclis requereix una entrada d'energia cinètica, coneguda com a barrera de Coulomb o energia de barrera de fusió.